# 古川高架橋 (三重県)
古川高架橋（ふるかわこうかきょう）は三重県三重郡朝日町と川越町に跨る伊勢湾岸自動車道のみえ川越IC・みえ朝日IC間の高架橋である。
本格的な工場製プレキャストセグメント工法を国内で初めて採用したPC橋。2002年（平成14年）度土木学会田中賞（作品部門）・プレストレストコンクリート技術協会作品賞を受賞している。

## 橋梁データ
- 種別：PC道路橋
- 形式：多径間（(9+9+13+10)×2）連続PC箱桁高架橋
- 橋長：1,475m
- 最大支間長：45.5m
- 施工：住友建設（現・三井住友建設）・富士ピーエス・清水建設JV
- 所在地：三重県三重郡朝日町大字小向 - 川越町大字古川〜朝日町大字柿